# Фігурне катання на зимових Олімпійських іграх 2014
Змагання з фігурного катання на зимових Олімпійських іграх 2014 в Сочі проходили з 6 по 22 лютого в Палаці зимового спорту «Айсберг». Розіграно 5 комплектів нагород, на одну більше, ніж на попередніх Олімпійських іграх — 6 квітня 2011 виконком Міжнародного олімпійського комітету ухвалив рішення про включення до програми зимових Олімпійських ігор командного змагання. З цієї причини змагання розпочалися за день до церемонії відкриття,  вперше в історії зимових Олімпійських ігор.

## Розклад
Час UTC+4
| Дата      | Час   | Змагання                                                       |
| --------- | ----- | -------------------------------------------------------------- |
| 6 лютого  | 19:30 | Командне катання: чоловіче одиночне катання, коротка програма  |
| 6 лютого  | 19:30 | Командне катання: пари, коротка програма                       |
| 8 лютого  | 18:30 | Командне катання: танці на льоду, короткий танець              |
| 8 лютого  | 18:30 | Командне катання: жіноче одиночне катання, коротка програма    |
| 8 лютого  | 18:30 | Командне катання: пари, довільна програма                      |
| 9 лютого  | 19:30 | Командне катання: чоловіче одиночне катання, довільна програма |
| 9 лютого  | 19:30 | Командне катання: жіноче одиночне катання, довільна програма   |
| 9 лютого  | 19:30 | Командне катання: танці на льоду, довільний танець             |
| 11 лютого | 19:00 | Пари, коротка програма                                         |
| 12 лютого | 19:45 | Пари, довільна програма                                        |
| 13 лютого | 19:00 | Чоловіче одиночне катання, коротка програма                    |
| 14 лютого | 19:00 | Чоловіче одиночне катання, коротка програма                    |
| 16 лютого | 19:00 | Танці на льоду, короткий танець                                |
| 17 лютого | 19:00 | Танці на льоду, довгий танець                                  |
| 19 лютого | 19:00 | Жіноче одиночне катання, коротка програма                      |
| 20 лютого | 19:00 | Жіноче одиночне катання, коротка програма                      |
| 22 лютого | 20:30 | Гала-концерт                                                   |

## Медалі

### Загальний залік
(Жирним виділено найбільшу кількість медалей у своїй категорії;  країна-господар також виділена) 
| Місце | Країна               | Золото | Срібло | Бронза | Загалом |
| ----- | -------------------- | ------ | ------ | ------ | ------- |
| 1     | Росія (RUS)          | 3      | 1      | 1      | 5       |
| 2     | США (USA)            | 1      | 0      | 1      | 2       |
| 3     | Японія (JPN)         | 1      | 0      | 0      | 1       |
| 4     | Канада (CAN)         | 0      | 3      | 0      | 3       |
| 5     | Південна Корея (KOR) | 0      | 1      | 0      | 1       |
| 6     | Німеччина (GER)      | 0      | 0      | 1      | 1       |
| 6     | Італія (ITA)         | 0      | 0      | 1      | 1       |
| 6     | Казахстан (KAZ)      | 0      | 0      | 1      | 1       |
|       | Всього               | 5      | 5      | 5      | 15      |

### Медалісти
| Дисципліна                | Золото | Срібло | Бронза |
| Чоловіче одиночне катання | Юдзуру Ханю · Японія (JPN) | Патрік Чан · Канада (CAN) | Денис Тен · Казахстан (KAZ)                                                                                                |
| Жіноче одиночне катання   | Аделіна Сотнікова · Росія (RUS) | Кім Йон А · Південна Корея (KOR) | Кароліна Костнер · Італія (ITA)                                                                                            |
| Парне катання             | Росія · Тетяна Волосожар · Максим Траньков | Росія · Ксенія Столбова · Федір Климов | Німеччина · Альона Савченко · Робін Шолкови                                                                                |
| Танці на льоду            | США (USA) Меріл Девіс Чарлі Вайт | Канада (CAN) Тесса Верчу Скотт Моїр | Росія (RUS) Олена Ільїних Микита Кацалапов                                                                                 |
| Командні змагання         | Росія · Євген Плющенко · Юлія Ліпницька · Тетяна Волосожар/Максим Траньков · Ксенія Столбова/Федір Климов · Катерина Боброва/Дмитро Соловйов · Олена Ільїних/Микита Кацалапов | Канада · Патрік Чан · Кевін Рейнольдс · Кейтлін Осмонд · Меган Дюамель/Ерік Редфорд · Кірстен Мур-Тауерс/Ділан Москович · Тесса Вертов/Скотт Моїр | США · Джеремі Ебботт · Джейсон Браун · Ешлі Вагнер · Грейсі Голд · Марісса Кастеллі/Саймон Шнапір · Меріл Девіс/Чарлі Вайт |

## Кваліфікація
У загальній складності квота МОК містить 148 доступних місць для спортсменів, щоб брати участь в Іграх. Один Національний олімпійський комітет може бути представлений максимально 18 спортсменами — максимум 9 чоловіків та максимум 9 жінок.

## Представництво за країною
Всього в Олімпійських іграх взяли участь 149 фігуристів (75 чоловіків і 74 жінки) з 30 країн (в дужках вказано кількість фігуристів від країни) :
- Австралія (4)
- Австрія (4)
- Азербайджан (2)
- Бельгія (1)
- Бразилія (1)
- Велика Британія (6)
- Німеччина (10)
- Грузія (1)
- Ізраїль (3)
- Іспанія (7)
- Італія (17)
- Казахстан (2)
- Канада (17)
- Китай (9)
- Литва (2)
- Норвегія (1)
- Росія (15)
- Румунія (1)
- Словаччина (1)
- США (15)
- Туреччина (2)
- Узбекистан (1)
- Україна (6)
- Філіппіни (1)
- Франція (9)
- Чехія (3)
- Швеція (2)
- Естонія (2)
- Південна Корея (3)
- Японія (10)